# Rhodostrophia cretacaria
Rhodostrophia cretacaria is een vlinder uit de familie spanners (Geometridae). De wetenschappelijke naam is voor het eerst geldig gepubliceerd in 1916 door Rebel.
De soort komt voor in Europa.